# Selpin
Selpin település Németországban, Mecklenburg-Elő-Pomeránia tartományban. Lakosainak száma 497 fő (2023. december 31.).

## Népesség
A település népességének változása:
| Lakosok száma | 463  | 470  | 481  | 493  | 497  |
|               | 2017 | 2019 | 2021 | 2022 | 2023 |